# Formica affinis
Formica affinis é uma espécie de formiga do gênero Formica, pertencente à subfamília Formicinae.